# 普拉納爾圖 (巴拉那州)
普拉納爾圖（葡萄牙語：Planalto）是巴西的城鎮，位於該國南部，由巴拉那州負責管轄，始建於1963年11月11日，面積346平方公里，海拔高度400米，2010年人口13,668，人口密度每平方公里39.53人。